# Barrachina
Barrachina es un municipio y población de España, perteneciente a la comarca del Jiloca, al noroeste de la provincia de Teruel, comunidad autónoma de Aragón, a 90 km de Teruel. Tiene un área de 24,86 km² con una población de 157 habitantes, de los cuales 82 varones y 75 son mujeres (INE 2009, cifras de población referidas al 01/01/2009 Real Decreto 1918/2009, de 11 de diciembre), lo que da una densidad de 6,3 hab/km². El código postal es 44220.

## Historia
En el año 1248, por privilegio de Jaime I, este lugar se desliga de la dependencia de Daroca, pasando a formar parte de Sesma de Barrachina en la Comunidad de Aldeas de Daroca, que en 1838 fue disuelta.

## Demografía
Barrachina cuenta con una población de 115 habitantes (INE 2024).
| Gráfica de evolución demográfica de Barrachina entre 1842 y 2021                                                    |
| |
| Población de derecho según los censos de población del INE Población de hecho según los censos de población del INE |

## Administración y política
| Período   | Alcalde                        | Partido      |  |
| --------- | ------------------------------ | ------------ |  |
| 1979-1983 | Braulio José Ferreruela Gómez  | UCD          |  |
| 1983-1987 |                                |              |  |
| 1987-1991 |                                |              |  |
| 1991-1995 |                                |              |  |
| 1995-1999 |                                |              |  |
| 1999-2003 |                                |              |  |
| 2003-2007 | Valentín Gómez                 | PP de Aragón |  |
| 2007-2011 | Antonio Agustín Zabal Corbatón | PP de Aragón |  |
| 2011-2015 | Antonio Agustín Zabal Corbatón | PP de Aragón |  |

| Partido político    | Partido político                                   | 2003   | 2007   | 2011   | 2015   |
| Partido político    | Partido político                                   | Ediles | Ediles | Ediles | Ediles |
|                     | Partido Popular de Aragón (PP)                     | 5      | 5      | 5      | 5      |
|                     | Partido de los Socialistas de Aragón (PSOE-Aragón) | —      | —      | —      | —      |
|                     | Partido Aragonés (PAR)                             | —      | —      | —      | —      |
|                     | Chunta Aragonesista (CHA)                          | —      | —      | —      | —      |
| Total de concejales | Total de concejales                                | 5      | 5      | 5      | 5      |

## Monumentos y lugares de interés
- Iglesia parroquial de la Asunción de Nuestra Señora, siglo XVII.
- Parajes del río Pancrudo.
- La Caseta Redonda.
- Peirón de Pedromocho.
- El rebollo

## Fiestas
- San Fabián y San Sebastián, 19 y 20 de enero.
- Santiago y Santa Ana, 25 y 26 de julio (patronales).